# Kraj Krasnodarski

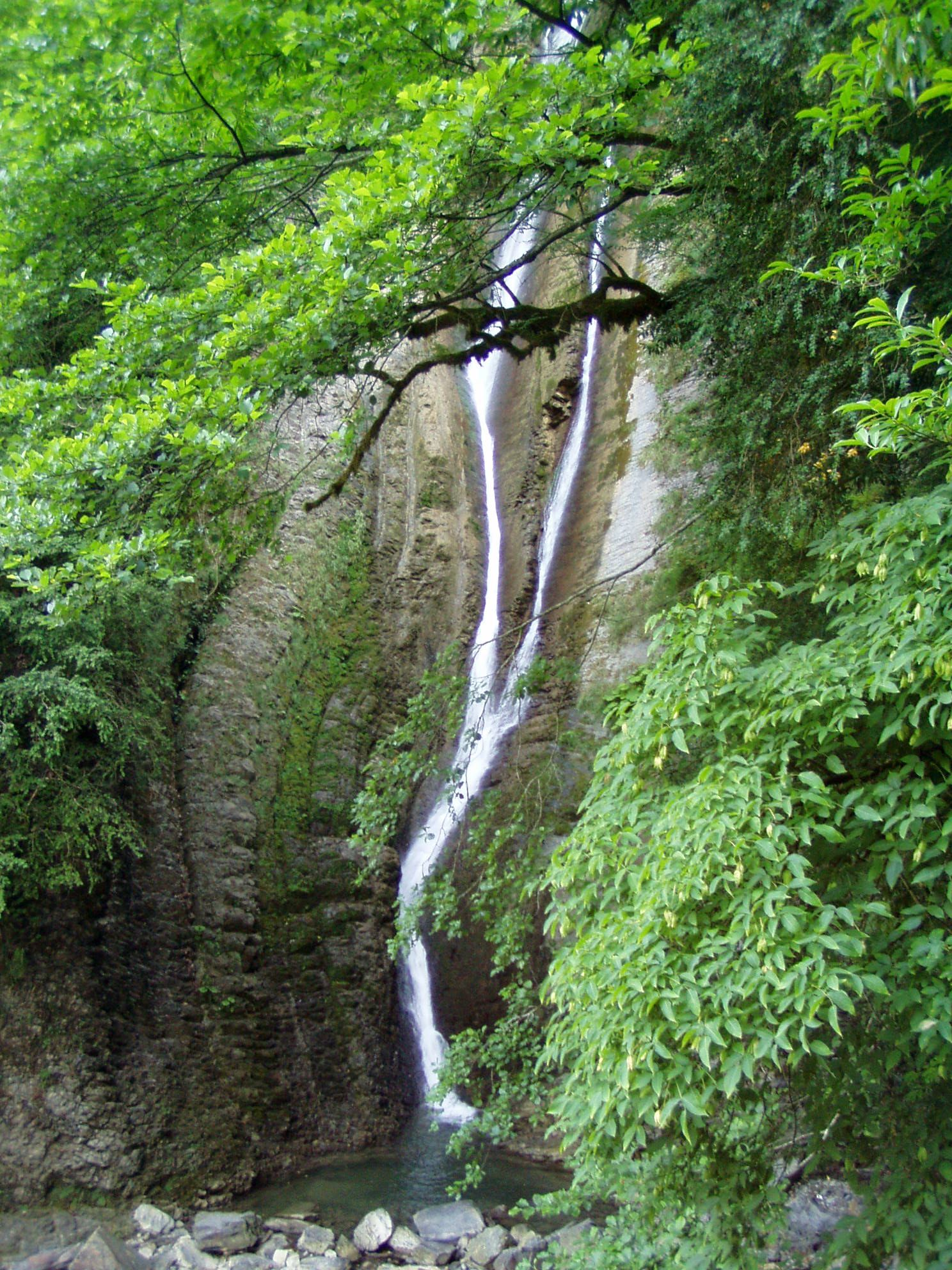
Wodospad Orechowski w Soczi

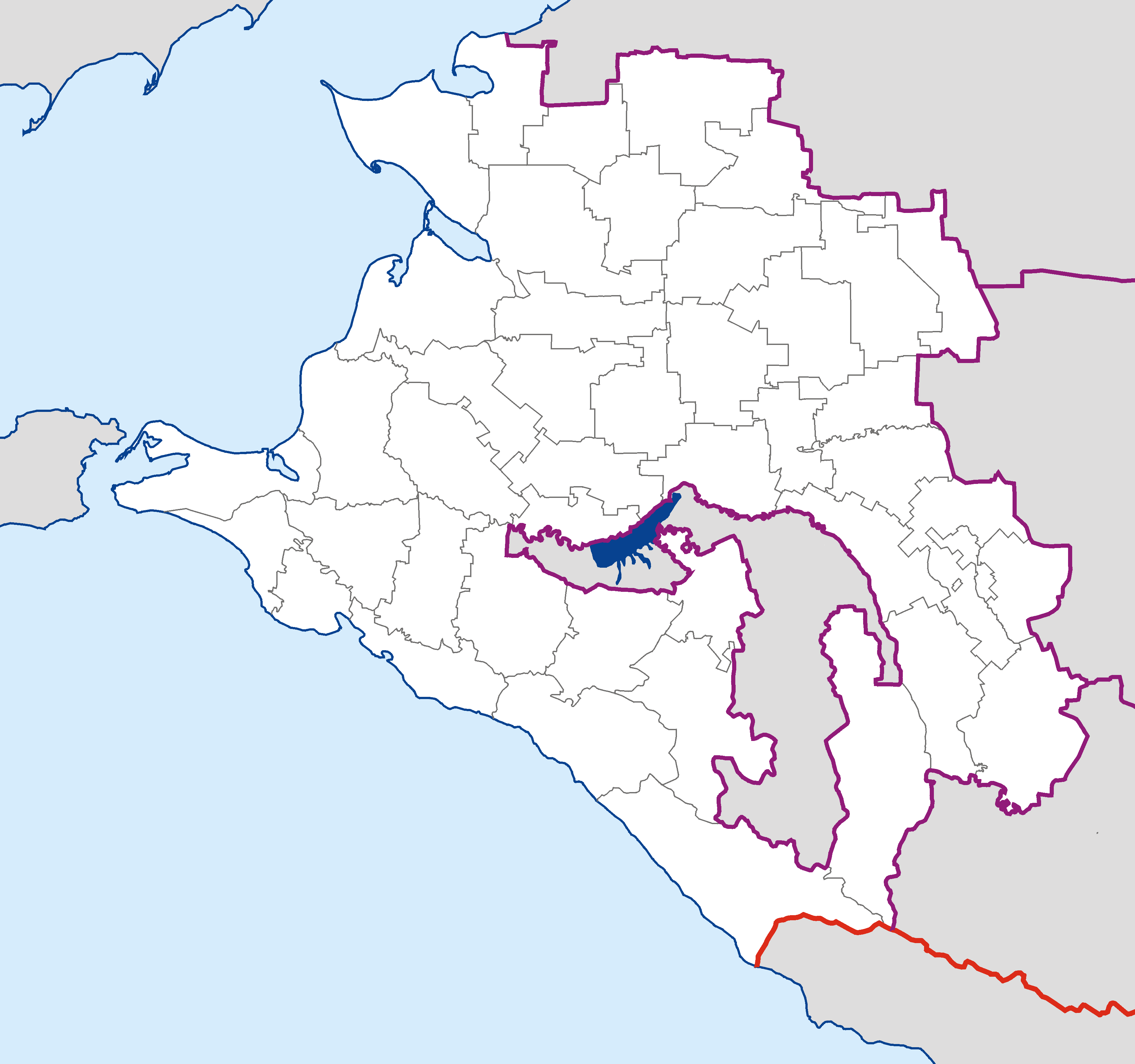
Podział administracyjny

Kraj Krasnodarski (ros. Краснодарский край) – jednostka administracyjna w Rosji.

## Geografia
Kraj położony jest nad Morzem Czarnym i Morzem Azowskim, w Południowym Okręgu Federacji Rosyjskiej. Pomimo stosunkowo niewielkiej powierzchni około 76 tys. km² (45. miejsce wśród rosyjskich okręgów), ma 5 125 221 mieszkańców (oficjalne dane z roku 2002), czyniąc go najludniejszym krajem w Rosji i trzecim okręgiem w całej Rosji.
Kraj Krasnodarski graniczy od południa z Gruzją, od wschodu z Karaczajo–Czerkiesją i Krajem Stawropolskim a od północnego wschodu z obwodem rostowskim. Na terytorium Kraju znajduje się enklawa – Republika Adygei.
Stolicą kraju jest Krasnodar, z 809 000 mieszkańców. Do innych dużych miast należą Soczi (328 800), Noworosyjsk (231 900) i Armawir (193 900).

## Rejony i ich centra administracyjne
- Rejon abiński – Abinsk
- Rejon anapski – Anapa
- Rejon apszeroński – Apszerońsk
- Rejon biełogliński – Biełaja Glina
- Rejon biełorieczieński – Biełorieczensk
- Rejon briuchowiecki – Briuchowieckaja
- Rejon wysiełkowski – Wysiełki
- Rejon gulkiewiczski – Gulkiewiczi
- Rejon dinski – Dinskaja
- Rejon jejski – Jejsk
- Rejon kawkazski – Kawkazskaja
- Rejon kaliniński – Kalinińskaja
- Rejon kaniewski – Kaniewskaja
- Rejon korienowski – Korienowsk
- Rejon krasnoarmiejski – Połtawskaja
- Rejon kryłowski – Kryłowskaja
- Rejon krymski – Krymsk
- Rejon kurganiński – Kurganińsk
- Rejon kuszczewski – Kuszczewskaja
- Rejon łabinski – Łabinsk
- Rejon leningradski – Leningradskaja
- Rejon mostowski – Mostowskoj
- Rejon nowokubański – Nowokubańsk
- Rejon nowopokrowski – Nowopokrowskaja
- Rejon otradniński – Otradnaja
- Rejon pawłowski – Pawłowskaja
- Rejon primorsko-achtarski – Primorsko-Achtarsk
- Rejon siewierski – Siewierskaja
- Rejon sławiański – Sławiańsk nad Kubaniem
- Rejon staromiński – Staromińskaja
- Rejon tbiliskii – Tbiliskaja
- Rejon tiemriukski – Tiemriuk
- Rejon timaszowski – Timaszowsk
- Rejon tichoriecki – Tichorieck
- Rejon tuapsiński – Tuapse
- Rejon uspieński – Uspienskoje
- Rejon ust´-łabinski – Ust´-Łabinsk
- Rejon szczierbinowski – Szczierbinowskaja.

### Miejscowości powyżej 20 000 mieszkańców
Stan na dzień 1 stycznia 2005 roku
| Miasta i osiedla                            | Liczba mieszkańców (w tys.) |
| ------------------------------------------- | --------------------------- |
| Krasnodar (Краснодар)                       | 715,4                       |
| Soczi (Сочи)                                | 328,5                       |
| Noworosyjsk (Новороссийск)                  | 231,1                       |
| Armawir (Армавир)                           | 191,7                       |
| Jejsk (Ейск)                                | 87                          |
| Kropotkin (Кропоткин)                       | 79,6                        |
| Sławiańsk nad Kubaniem (Славянск-на-Кубани) | 64                          |
| Tichorieck (Тихорецк)                       | 63,9                        |
| Tuapse (Туапсе)                             | 63,5                        |
| Łabinsk (Лабинск)                           | 61,2                        |
| Krymsk (Крымск)                             | 56,2                        |
| Timaszowsk (Тимашёвск)                      | 54,1                        |
| Biełorieczensk (Белореченск)                | 53,9                        |
| Anapa (Анапа)                               | 53,6                        |
| Gelendżyk (Геленджик)                       | 50,7                        |
| Kurganińsk (Курганинск)                     | 46,3                        |
| Kaniewskaja (Каневская)                     | 44,8 (2002)                 |
| Ust´-Łabinsk (Усть-Лабинск)                 | 42,9                        |
| Korienowsk (Кореновск)                      | 41                          |
| Apszerońsk (Апшеронск)                      | 39,6                        |
| Leningradskaja (Ленинградская)              | 38,2 (2002)                 |
| Tiemriuk (Темрюк)                           | 35,8                        |
| Gulkiewiczi (Гулькевичи)                    | 35,1                        |
| Nowokubańsk (Новокубанск)                   | 34,6                        |
| Dinskaja (Динская)                          | 34,1 (2002)                 |
| Abinsk (Абинск)                             | 33,8                        |
| Primorsko-Achtarsk (Приморско-Ахтарск)      | 32,4                        |
| Pawłowskaja (Павловская)                    | 30,7 (2002)                 |
| Starominskaja (Староминская)                | 30,1 (2002)                 |
| Kuszcziewskaja (Кущевская)                  | 29,5 (2002)                 |
| Połtawskaja (Полтавская)                    | 28,6 (2002)                 |
| Goriaczij Klucz (Горячий Ключ)              | 27,8                        |
| Mostowskoj (Мостовской)                     | 25,2                        |
| Tbiliskaja (Тбилисская)                     | 24,1 (2002)                 |
| Otradnaja (Отрадная)                        | 22,7 (2002)                 |
| Siewierskaja (Северская)                    | 22,6 (2002)                 |
| Ilskij (Ильский)                            | 22,4                        |
| Nowotitarowskaja (Новотитаровская)          | 22,3 (2002)                 |
| Briuchowieckaja (Брюховецкая)               | 22,0 (2002)                 |
| Chadyżensk (Хадыженск)                      | 20,9                        |

## Demografia
Skład narodowościowy obwodu w 2010 roku według rosyjskiego spisu:

1. Rosjanie: 4 522 962 (86,54%)
2. Ormianie: 281 680 (5,39%)
3. Ukraińcy: 83 746 (1,60%)
4. Tatarzy: 24 840 (0,48%)
5. Grecy: 22 595 (0,43%)
6. Gruzini: 17 826 (0,34%)

W 2010 kraj zamieszkiwało 1969 Polaków. Stanowili 0,04% populacji.

## Tablice rejestracyjne
Tablice pojazdów zarejestrowanych w Kraju Krasnodarskim mają oznaczenie 23 lub 123 w prawym górnym rogu nad flagą Rosji i literami RUS.

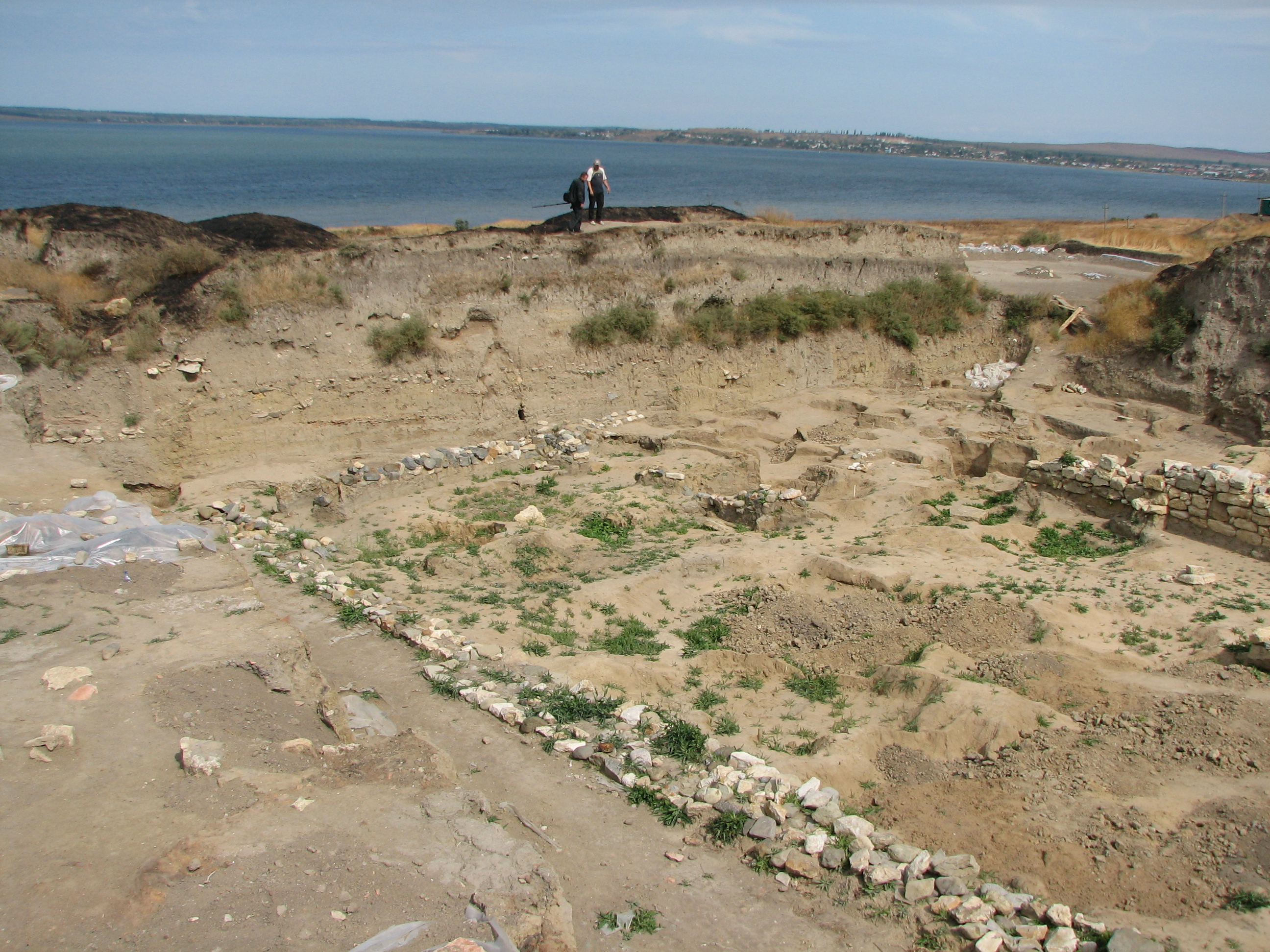
Fanagoria